# منتخب السلفادور لكأس ديفيز
منتخب السلفادور لكأس ديفيز (بالإسبانية: Equipo de Copa Davis de El Salvador)‏ هو ممثل السلفادور الرسمي في كرة المضرب في كأس ديفيز.